# Endovelicus
 (octobre 2021).
Endovelicus est une divinité antique d'origine lusitanienne qui fut intégrée dans la mythologie romaine après la conquête de cette région. Endovelicus est le dieu de la santé et du bien-être et son animal associé est le sanglier.
Le culte d'Endovelicus s'est surtout développé au Portugal et dans le Sud de l'Espagne (province de Bétique). Il existe un temple dédié à São Miguel da Mota dans la région de l'Alentejo au Portugal.

## Étymologie
Endovelicus venant du celte Andevellicos, signifie «très bon».[réf. nécessaire]

## Culte
Il y avait plusieurs endroits, où son culte pouvait être observé :
Dans la municipalité d'Alandroal, il y a le Santuário da Rocha da Mina (sanctuaire du rocher de Mina); certains auteurs le classent parmi les temples d'Endovelicus. C'est le seul endroit connu de ce genre dans le sud du Portugal. Près du temple, on peut trouver le ruisseau Lucefecit qui est associé à Lucifer depuis le Moyen Âge. Lucifer était le nom utilisé par les Romains pour l'étoile du matin et la déesse Vénus. Certains auteurs associent le nom du ruisseau à la signification du lieu comme étant "l'aperçu de la lumière". A un kilomètre de là, se trouve une fontaine sacrée que l'on dit plus ancienne que le temple ; ses eaux sont toujours considérées comme médicinales.
Le temple est rocheux et ourlé par une formation rocheuse qui protège le site et le sol ciselé est souvent lié aux autels sacrificiels romains. Ce genre de monument n'est pas rare dans le nord du Portugal et sur la Meseta espagnole.
Leite de Vasconcelos mentionne que le site était utilisé par les habitants de l'empire romain de tous horizons. Plusieurs inscriptions suggèrent que le temple d'Endovelicus servait d'oracle. L'une des inscriptions indique : EX IMPERATO AVERNO. Leite de Vasconcelos a traduit cela par "segundo a determinação que emanou de baixo" (par la détermination qui émanait d'en bas) suggérant une similitude avec le temple d'Apollon à Delphes. La vapeur émanerait d'en bas, au plus profond de la terre, et Vasconcelos suggère également que les croyants pratiquaient l'incubatio, dormant sur le site, espérant des rêves qu'ils pourraient interpréter plus tard.
À Castro de Ulaca dans la province d'Ávila, une ville des Vettons, un sanctuaire dédié à Vaelicus a été découvert. Le nom pourrait être lié à Endovelicus.
Le sanctuaire le plus remarquable hypothétiquement dédié à Endovelicus est le sanctuaire romain de Panóias à Vila Real, Trás-os-Montes, avec un système complexe de « lavabos » portant des inscriptions romaines. A proximité, à Cabeço de São Miguel da Mota, un autre temple dédié à Endovelicus a été construit et, sur ses ruines, les Alains ont construit ou réadapté le temple précédent, un sanctuaire dédié à Saint Michel (São Miguel en portugais). Les musulmans ont transformé le temple en mosquée et, avec la Reconquista, le temple est redevenu un temple chrétien. En 1559, le temple était encore assez bien conservé lorsque le cardinal Henrique ordonna de retirer 96 colonnes de marbre de l'endroit pour construire le Colégio do Espírito Santo à Évora. Du bâtiment, seule la mise en scène est restée. Mais les incursions archéologiques ont mis au jour des poteries et des amphores ainsi que des autels votifs dédiés à Endovelicus, et ont conduit à la découverte de plusieurs éléments architecturaux, parmi lesquels les "puits" creusés dans la roche. Les lavabos suggèrent l'existence de rituels, de sacrifices d'animaux et, éventuellement, de fêtes à caractère rituel. 